# Теорії особистості
Теорії особистості — психологічні, соціологічні та психотерапевтичні теорії, в основі яких лежать системи уявлень та закономірностей про природу особистості, її структуру, механізми розвитку, особливості психопатології. 

## Поняття теорії особистості
Перші теорії особистості з'явилися на рубежі XIX і XX століть і пов’язані з іменами Зиґмунда Фрейда з його теорією несвідомого і Вільяма Джемса з його концепцією «потоку свідомості», хоча в підручниках по теоріям особистості Джемсу приділяється незаслужено мало уваги. Ці дві теорії запропонували для вивчення найважливіші особистісні сфери – «психологію свідомості» і «психологію несвідомого».
Термін «теорія особистості» з'являється набагато пізніше, тільки в 30-і роки XX століття, один з перших його використав Курт Левін у книзі «Динамічна теорія особистості» (1935). Остаточно він став загальноприйнятим після появи підручників, де узагальнено теорії різних авторів. Однією з перших в цьому ряду була книга К. С. Холла і Г. Ліндсея «Теорії особистості» (1957). 

## Критерії теорії особистості
Теорія особистості повинна відповідати ряду критеріїв, відкривати можливість не тільки для пояснення поведінки людей, а й мати передбачувану валідність, що дозволяє прогнозувати особливості поведінки та розвитку особистості. Теорія повинна включати основні концепції, необхідні для різнобічного висвітлення функціонування особистості. Так, Л. Х'єлл і Д. Зіглер в своєму підручнику по теоріям особистості пропонують враховувати наступні їх компоненти:
1. Структуру особистості (поряд з нею розглядається і типологія);
2. Мотивацію (основну тенденцію існування);
3. Розвиток особистості (стадії або закономірні етапи);
4. Психопатологію (пояснення причин порушень);
5. Психічне здоров'я (критерії оцінки);
6. Зміна особистості за допомогою терапевтичної дії[1].

С. Мадді в книзі, присвяченій порівняльному аналізу теорій особистості, виділяє такі їх складові: ядро особистості, що включає основну тенденцію і основні характеристики ядра; розвиток особистості, що припускає як базову концепцію стадій розвитку; периферію особистості, яка розглядає типологію особистості, як сукупності рис, або побудовану на інших теоретичних підставах. Крім того, автор аналізує таку складову, як систему кодування даних або набір правил спостереження, тобто вказівка на те, що буде піддано поясненню. 

## Оцінка теорій особистості
Для оцінки теорії потрібно виробити систему формальних характеристик, які визначали б, наскільки дана теорія здатна описати і пояснити те, що передбачається дослідити. Л. Хьел і Д. Зіглер формулюють наступні критерії оцінки теорії особистості:
1. Верифікованість (відкритість для перевірки);
2. Евристичну цінність (поштовх для нових досліджень);
3. Внутрішню узгодженість (несуперечність);
4. Економність (відсутність надлишкового теоретичного багажу);
5. Широту охоплення (різноманітність поведінкових феноменів);
6. Функціональну значущість (можливість зрозуміти повсякденну поведінку)[3].

С. Мадді пропонує аналогічні критерії формальної адекватності теорії особистості, згідно з якими вона повинна бути: суттєвою (нетривіальною), операціональною (що дозволяє визначати значення понять пов'язаними з нею операціями вимірювання), економічною (не надмірною), точною (по мінімуму імпліцитною і метафоричною), стимулюючою (що сприяє дослідженням в цій галузі) і емпірично валідною (яка передбачає систематичну емпіричну перевірку передбачень, що формулюються на основі теорії).

## Класифікація теорій особистості
У класичних зарубіжних підручниках налічується в середньому від 15 до 30 теорій особистості. Не відрізняється в цьому плані і перше російське видання по теоріям особистості Б. В. Зейгарник. У вітчизняних виданнях – «Психологія особистості: Словник-довідник» (за ред. П. П. Горностая і Т. М. Титаренко) та «Теорії особистості у вітчизняній філософії, психології і педагогіці» В. В. Рибалки описано близько 60 теорій і концепцій особистості. Видання містять напрацювання вітчизняних українських психологів, а також зарубіжні теорії (в тому числі і російські), відсутні в класичних підручниках. 
Існує багато спроб класифікації теорій особистості. У більшості класичних підручників розглядаються такі групи теорій: психодинамічні, біхевіоральні, соціально-когнітивні, гуманістичні, екзистенційні. С. Мадді пропонує свої критерії для класифікації: модель конфлікту (що включає психоаналітичний або психосоціальний та інтрапсихічний підходи); модель самореалізації (варіанти самоактуалізації і самовдосконалення); модель узгодженості (варіанти когнітивного дисонансу і активації) .

### Психодинамічні підходи
Психоаналітична теорія розвитку особистості З. Фрейда базується на двох передумовах. Перша, або генетична передумова, спирається на те, що переживання раннього дитинства відіграють критичну роль у формуванні дорослої людини. Фрейд був переконаний в тому, що основний фундамент особистості індивіда закладається в дуже ранньому віці, до п'яти років. Друга передумова полягає в тому, що людина народжується з певною кількістю статевої енергії (лібідо), яка потім проходить в своєму розвитку через декілька психосоціальних стадій, які коріняться в інстинктивних процесах організму.
Уявлення про те, що людина — це єдиний організм, є визначальним в адлерівській психології. Назва самої теорії «індивідуальна психологія» (від лат. «individuum» — «неподільний») означає сутність, яку не можна поділити. Індивіда — це єдине ціле в кожному прояві особистості, яке рухається в напрямі росту і розвитку. Людина прагне до вдосконалення, намагаючись досягти визначених цілей. Цим самим знаходить своє місце в світі. Окрім спадковості, навколишнього середовища у формуванні особистості, А. Адлер надавав великого значення творчій силі людини — її вільній, свідомій активності. Провідним в теорії Адлера є положення, згідно якому вся поведінка людини відбувається в соціальному контексті, і сутність людської природи можна пізнати лише через розуміння соціальних відносин.
К. Юнг розглядав розвиток особистості як динамічний процес, як еволюцію протягом всього життя (на відміну від З. Фрейда). З точки зору К. Юнга, людина постійно набуває нових умінь, досягає нових цілей і проявляє себе все більш повно. Життєва мета — повний прояв Себе (самоздійснення). Розвиток кожної людини в цьому напрямі є унікальним, однак самоздійснення досягають не всі люди, а лише здібні та високоосвічені.

### Его-психологія
Центральним для створеної Еріксоном теорії розвитку є положення про те, що людина протягом життя проходить через декілька універсальних для всього людства стадій. Суспільство схвалює розвиток соціальних можливостей людини. З точки зору Е. Еріксона, поведінка людини першочергово детермінована. Біологічне дозрівання у взаємодії зі сферою соціальних стосунків індивідуума дає складну систему поведінкових проявів. Всі люди самі несуть відповідальність за свої успіхи та невдачі.

### Теорія особистісних рис
Автори теорії особистісних рис розглядають особистість як комплекс якостей, що властиві певним категоріям людей, або ж намагаються виявити такі риси особистості, які змушують одних людей поводитися більш-менш однаково в різних ситуаціях.
Так, Р. Кеттел оцінював особистість за 16 шкалами (серйозність — легковажність, відкритість — закритість тощо). Г. Айзенк визначав особистісні риси за двома параметрами: екстраверсія — інтроверсія (відкритість — замкнутість) та стабільність — нестабільність (рівень тривожності).
Розроблені ними методики успішно використовуються в психологічних дослідженнях особистості.

### Когнітивно-біхевіористичний напрям
Даний підхід базується на ідеї впливу на людину її соціального оточення. Всі форми соціальної поведінки, на думку теоретиків цього напряму, є результатом спостережень за соціальними моделями (батьками, вчителями, друзями, героями кіно тощо). Особистість є результатом взаємодії індивіда (з усіма властивими йому характеристиками) і довкілля, яке він прагне пізнати, щоб пристосуватися до нього.

### Когнітивний підхід
Когнітивний (від лат. cognitio — знання, пізнання)
Вказана теорія є спробою пояснити природу контролю людини над своїм існуванням аби надати йому певного сенсу. Людина — не пасивна істота, на яку впливає довкілля. Характер її реакцій на різні ситуації визначається тією чи іншою когнітивною інтерпретацією, яку вона сама дає цій ситуації, та особливостями її особистості. Одні схильні брати відповідальність на себе за те, що з ними відбувається, і впевнені, що можуть впливати на оточення (люди з внутрішньою підтримкою); інші — систематично пояснюють усе, що з ними відбувається, зовнішніми обставинами, вірять в існування щасливого випадку (орієнтовані зовні).

### Гуманістичний підхід
Найважливіша концепція гуманістичної психології — концепція становлення. Людина ніколи не буває статичною, вона завжди перебуває в процесі становлення. Пошук людиною істинного і повного сенсу життя є складним, але необхідним. Людська природа позитивна, принаймні, нейтральна. Представники гуманістичної психології визнають пріоритет творчої сторони в людині. Всі люди вільні у виборі свого життєвого шляху.